# Susan Strasberg
Susan Elizabeth Strasberg (New York, 22 maggio 1938 – New York, 21 gennaio 1999) è stata un'attrice e insegnante statunitense.
Ebbe una candidatura come migliore attrice in un film drammatico ai Golden Globe del 1963 per l'interpretazione nel film Le avventure di un giovane, girato l'anno precedente, e una candidatura al BAFTA per il film Picnic (1955), in cui fu diretta da Joshua Logan.

## Biografia
Figlia del regista teatrale e insegnante di recitazione Lee Strasberg, direttore dal 1950 dell'Actors Studio, e della sua seconda moglie, l'attrice Paula Miller, e sorella di John Strasberg, anch'egli attore e insegnante di recitazione, fu sposata dal 1965 al 1968 con l'attore Christopher Jones, da cui ebbe una figlia, Jennifer Robin, nata nel 1966. Debuttò come attrice poco più che adolescente nel film Picnic (1956), per poi aggiudicarsi una candidatura ai Tony Award per la sua interpretazione del ruolo di Anna Frank nella pièce teatrale Il diario di Anna Frank.

Il successo come star cinematografica giunse con il film Kapò (1959) di Gillo Pontecorvo, in cui interpretava il ruolo della giovane ebrea Edith deportata in un campo di concentramento nazista, candidato al Premio Oscar del 1961 come miglior film straniero. Il film le valse anche il premio di miglior attrice al Mar del Plata Film Festival. Divenuta a sua volta insegnante di recitazione all'Actors Studio, usava dire a proposito del Metodo Stanislavskij adottato all'Actor's Studio:
(S.Strasberg)
Per la televisione, apparve come guest star in un episodio de La grande vallata, celebre serie western statunitense girata tra il 1965 e il 1969. Recitò nelle serie Le strade di San Francisco, nell'episodio One Last Shot (1974), e Agenzia Rockford, nell'episodio A Bad Deal in the Valley (1976), conclusivo della seconda stagione del serial. A metà degli anni ottanta prese parte a due episodi della serie britannica Il brivido dell'imprevisto.
Tra il 1973 e il 1974, insieme all'attore Tony Musante, fu tra gli interpreti della serie Toma, ispirata a fatti di cronaca realmente accaduti al detective della polizia di Newark David Toma. Gli episodi saranno trasmessi per una sola stagione. Il ruolo del detective sarà ereditato da Robert Blake in una nuova serie dal titolo Baretta, in onda dal 1975.
Bittersweet è il titolo dell'autobiografia best seller in cui raccontò la sua vita, le sue discusse relazioni sentimentali (una delle quali con l'attore Richard Burton) e le ansie dovute alla salute della figlia Jennifer Robin, nata con una disfunzione cardiaca. Pubblicò un altro libro a carattere autobiografico intitolato Marilyn and Me: sisters, rivals, friends in cui narra la sua amicizia con colei che considerava come una sorella, l'attrice Marilyn Monroe, che per anni fu molto vicina alla famiglia-clan degli Strasberg.
Morì a 60 anni, in conseguenza di un cancro al seno.

## Filmografia parziale

Susan Strasberg in Kapò (1960)

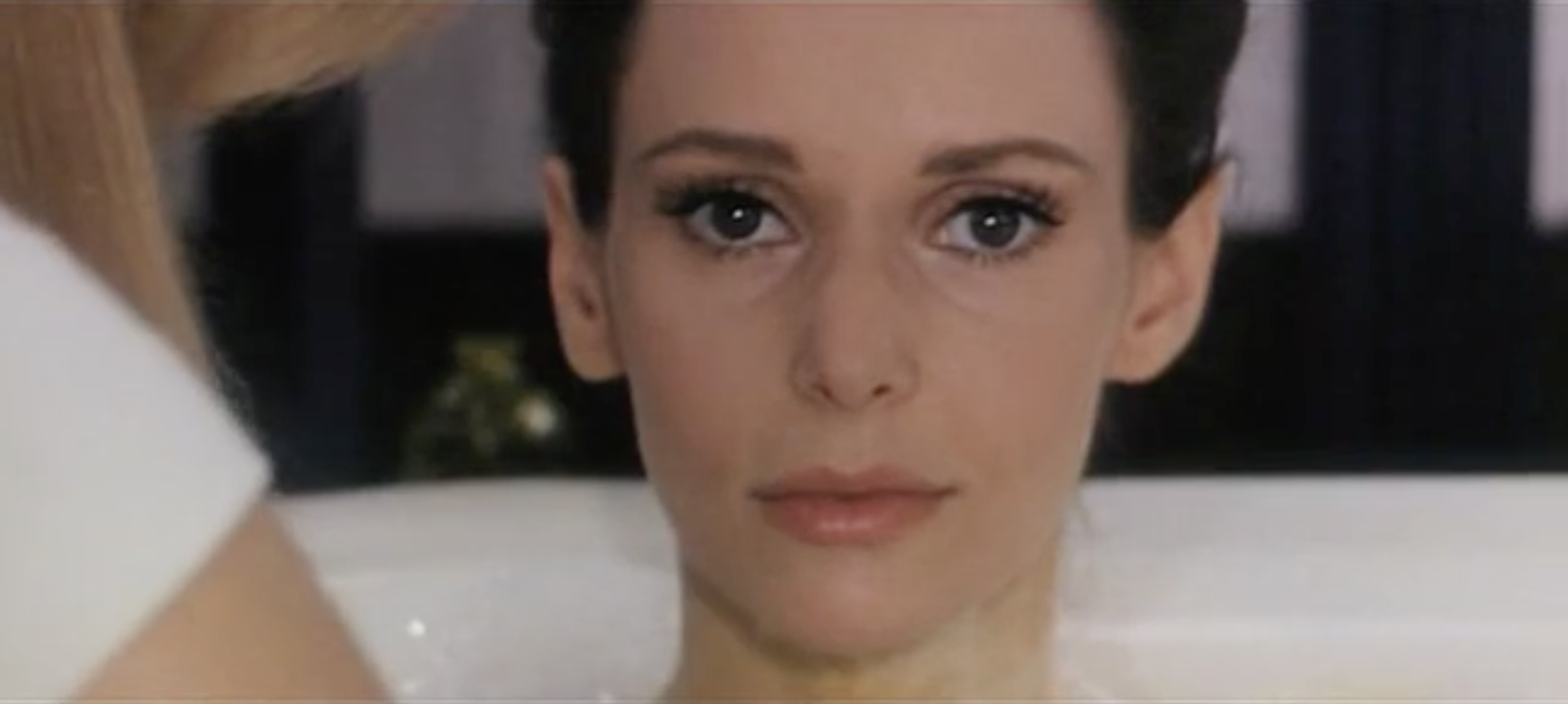
Susan Strasberg in Le sorelle (1969)

### Cinema
- La tela del ragno (The Cobweb), regia di Vincente Minnelli (1955)
- Picnic, regia di Joshua Logan (1955)
- 1955 Motion Picture Theatre Celebration (1955) - cortometraggio)
- Fascino del palcoscenico (Stage Struck), regia di Sidney Lumet (1958)
- Kapò, regia di Gillo Pontecorvo (1960)
- La casa del terrore (Taste of Fear), regia di Seth Holt (1961)
- Il disordine, regia di Franco Brusati (1962)
- Le avventure di un giovane (Hemingway's Adventures of a Young Man), regia di Martin Ritt (1962)
- Il giorno più corto, regia di Sergio Corbucci (1963)
- Il sole scotta a Cipro (The High Bright Sun), regia di Ralph Thomas (1964)
- La tigre in corpo (Chubasco), regia di Allen H. Miner (1967)
- Il serpente di fuoco (The Trip), regia di Roger Corman (1967)
- Psych-Out - Il velo sul ventre (Psych-Out), regia di Richard Rush (1968)
- Il mistero della bambola dalla testa mozzata (The Name of the Game Is Kill), regia di Gunnar Hellstrom (1968)
- La fratellanza (The Brotherhood), regia di Martin Ritt (1968)
- Le sorelle, regia di Roberto Malenotti (1969)
- L'altra faccia del vento (The Other Side of the Wind), regia di Orson Welles (non completato) (1972)
- So Evil, My Sister, regia di Reginald Le Borg (1974)
- The Legend of Hillbilly John, regia di John Newland (1974)
- The Stronger, regia di Lee Grant (1976) - cortometraggio
- Sammy Somebody, regia di Joseph Adler (1976)
- Rollercoaster - Il grande brivido (Rollercoaster), regia di James Goldstone (1977)
- Tre soldi e la donna di classe, regia di Giovanni Grimaldi (1977)
- Manitù, lo spirito del male (The Manitou), regia di William Girdler (1978)
- Donna è meraviglia (In Praise of Older Women), regia di George Kaczender (1978)
- Acting: Lee Strasberg and the Actors Studio (1981, documentario)
- Bloody Birthday (1981)
- The Returning (1983)
- Sweet 16 (1983)
- Delta Force (The Delta Force), regia di Menahem Golan (1986)
- Remembering Marilyn (1987, documentario)
- Marilyn Monroe: Beyond the Legend (1987, documentario)
- Una vita in fuga (The Runnin' Kind), regia di Max Tash (1989)
- Prime Suspect (1989)
- Albert Schweitzer (biopic riguardante Albert Schweitzer, 1990)
- The Cherry Orchard (1992)

### Televisione
- General Electric Theater – serie TV, episodio 3x29 (1955)
- Westinghouse Desilu Playhouse – serie TV, episodio 1x03 (1958)
- Gli inafferrabili (The Rogues) – serie TV, episodio 1x03 (1964)
- La legge di Burke (Burke's Law) – serie TV, episodi 1x30-2x26 (1964-1965)
- I giorni di Bryan (Run for Your Life) – serie TV, episodio 1x11 (1965)
- Il virginiano (The Virginian) – serie TV, 2 episodi (1966-1970)
- Bonanza – serie TV, episodio 9x33 (1968)
- Lancer – serie TV, episodio 1x06 (1968)
- Giovani avvocati (The Young Lawyers) – serie TV, episodio 1x22 (1971)
- Le strade di San Francisco (The Streets of San Francisco) – serie TV, episodio 3x01 (1974)
- Ellery Queen – serie TV, episodio 1x02 (1975)
- Il brivido dell'imprevisto (Tales of the Unexpected) – serie TV, episodi 7x11-8x02 (1984-1985)
- Un salto nel buio (Tales from the Darkside) - serie TV, episodio 2x11 (1985)
- La signora in giallo (Murder, She Wrote) – serie TV, episodio 3x21 (1987)

## Teatro
- The Diary of Anne Frank (dal Diario di Anna Frank, Anna Frank) - in scena dal 5 ottobre 1955 al 22 giugno 1957.
- Time Remembered (Amanda) - in scena dal 12 novembre 1957 al 28 giugno 1958.
- The Shadow of a Gunman (Minnie Powell) - in scena dal 19 novembre 1958 al 3 gennaio 1959.
- The Lady of the Camellias (dal romanzo La signora delle camelie di Alexandre Dumas, Marguerite Gauthier) - in scena dal 20 marzo 1963 al 30 marzo 1963.

## Doppiatrici italiane
- Maria Pia Di Meo ne La tela del ragno, Picnic, Le avventure di un giovane
- Vittoria Febbi in Psych-Out - Il velo sul ventre, Toma, Ellery Queen
- Marina Dolfin in Fascino del palcoscenico
- Luisella Visconti in Kapò
- Maresa Gallo ne Il sole scotta a Cipro
- Ada Maria Serra Zanetti in Rollercoaster - Il grande brivido